# Тортури грудей

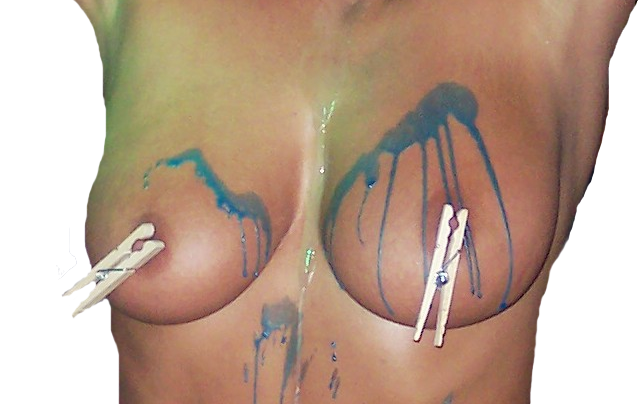
Тортури грудей воском в поєднанні з прищіпками на сосках

Тортури грудей (також гра з грудьми, тортури сосків) — БДСМ-практика навмисного застосування болю або тиску на груди, ареоли чи соски. Популярна діяльність у кінк-спільноті, зокрема в садомазохістській. Також може бути мотивом грудний фетишизм. Може виконуватись та прийматись людьми будь-якої статі. Помірні тортури грудей, такі як легкі удари, також іноді використовуються поза контекстом БДСМ, під час загальноприйнятного сексу.
Груди іноді використовують для еротичного приниження. Жорстокі або зневажливі посилання на груди можуть бути використані для створення словесного приниження, тоді як фізичного приниження можна досягти за допомогою дисциплінарних методів, таких як покарання за груди.
Деякі форми (прищіпки на сосках, легке бичування, просте зв'язування грудей) вважаються відносно безпечними та доброякісними. Жорстокі побиття палицею, аматорський пірсинг, підвішування за груди, містять великий ризик. Методи підвішування не дозволяють безпечно підвішувати когось за груди. Еротична електростимуляція грудей вважається небезпечною через ризик ураження електричним струмом. Найпоширенішим наслідком тортур грудей є синці, червоні сліди, сильний удар може викликати розрив молочних залоз і лімфатичних вузлів, а також спричинити кісти молочних залоз. Бондаж грудей може пошкодити груди, спричинити опіки від мотузки, загрожує припиненням кровообігу грудей, може обмежувати приплив крові до рук або ніг, що призводить до пошкодження нервів, руйнування м'язів і, зрештою, до утворення тромбів. Бондаж грудей у японській культурі зазвичай практикують жінки до 30 років через те, що з віком здатність організму до відновлення знижується. Необхідні відповідні безпекові заходи, щоб запобігти травмам або втраті крові.

## Техніки
Існують різноманітні техніки тортур грудей, і іноді вони комбінуються для примноження еротичного ефекту. Такі відчуття, як стискання, пощипування, пестування, тикання та лоскотання, можна викликати руками чи ротом або за допомогою різноманітних інструментів. Розтирання грудей грубими або абразивними матеріалами може викликати больові відчуття в рамках ігор з розтиранням, а інші відчуття можна викликати шляхом застосування стимулюючих рослинних матеріалів, таких як перець чилі, імбир або кропива.

### Затискання сосків

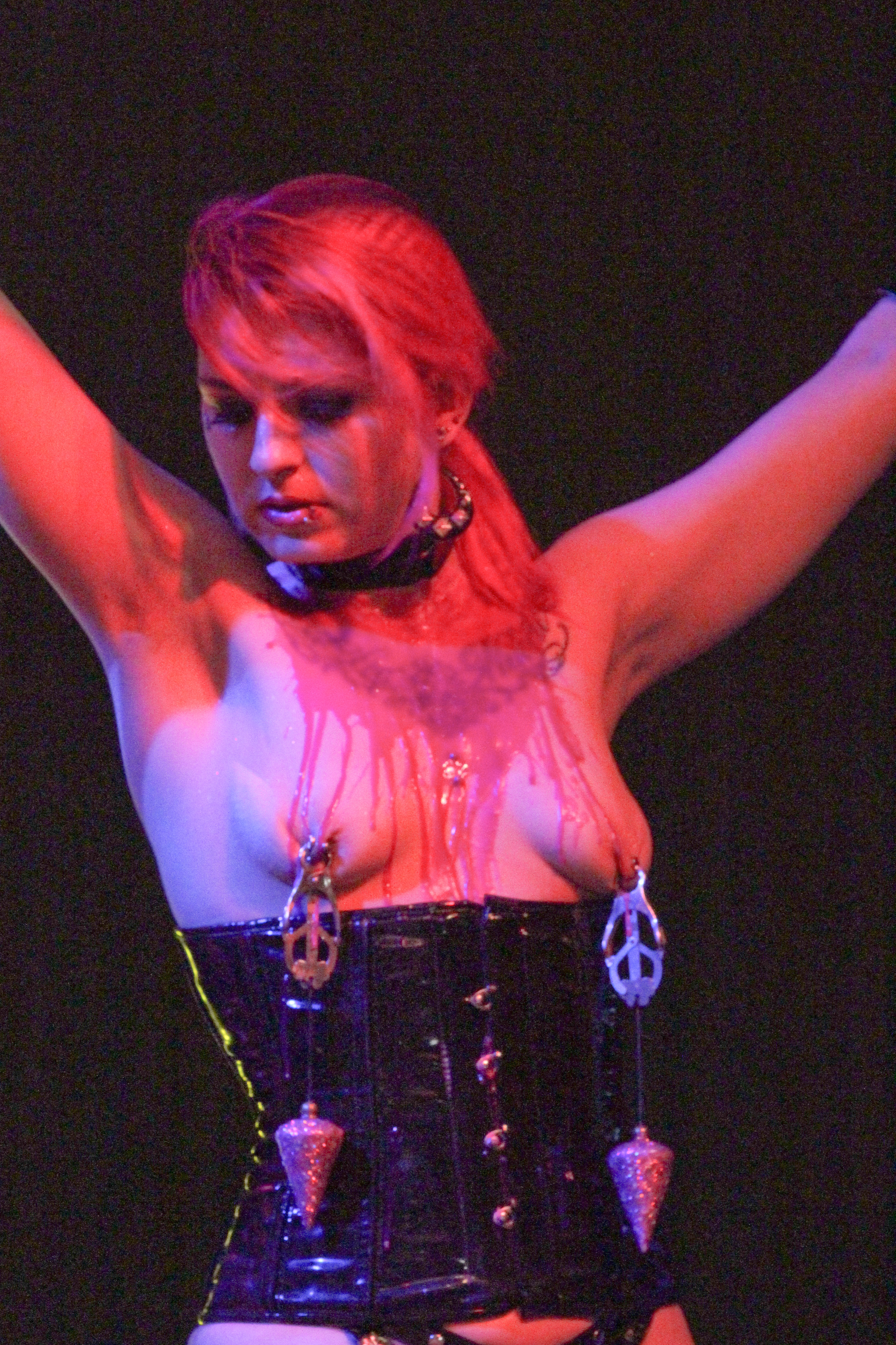
Ваги, підвішені до сосків за допомогою затискачів для сосків, в поєднанні з восковою грою, Wave-Gotik-Treffen, Німеччина

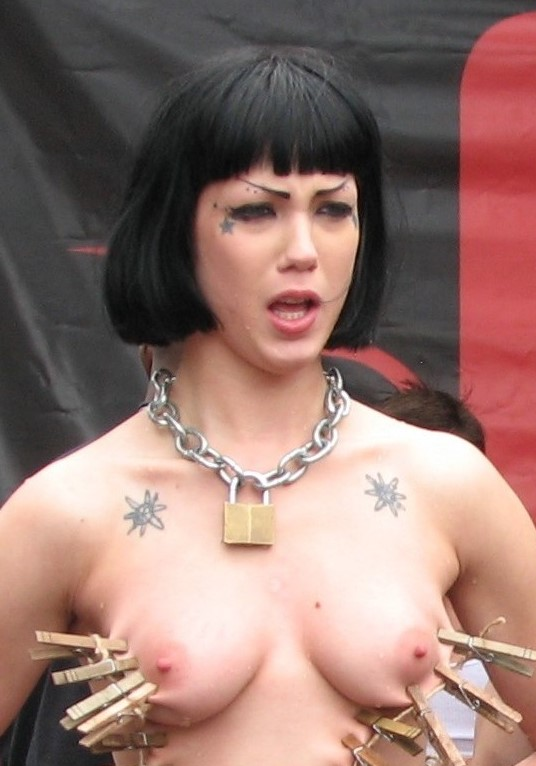
БДСМ-блискавка, частиною якої є прищіпким, прикріплені до грудей, на ярмарку Фолсом-стріт, США

Соски є ерогенною зоною тіла і їх стимуляція пощипуванням у деяких випадках може призвести до оргазму. Деякі люди вважають свої соски еротично чутливішими за геніталії. Тортури сосків, які також називають БДСМ іграми сосків, — застосування еротичного болю до сосків. Це популярний елемент катування грудей. Вони можуть включати кусання, смоктання та грубі доторки чи тертя сосків і ареол. Защеплення сосків обмежує кровотік, і, коли тиск видаляється, з відновленням нормального кровотоку можливий додатковий біль. У 1970-х роках дослідження контактних журналів і клубу в Німеччині на тематику садомазохізму визначило тортури сосків одним із 6 найпопулярніших активностей.
БДСМ-література іноді показує предмети домашнього вжитку, прикріплені до ерегованих сосків, щоб створити відчуття щипання. До них належать прищіпки, мишоловки, вішалки для одягу з вбудованими затискачами або пари паличок для їжі з гумками, обмотаними навколо кожного кінця. Якщо соски досить виступаючі, гумки можна кріпити безпосередньо на них.
Комерційно вироблена альтернатива — секс-іграшка затискач для сосків. Ступінь тугості в затискачах буває змінним, а кількість завданого болю залежить від того, наскільки туго вони прищеплені. Інколи до затискачів для сосків підвішують вантажі, щоб посилити затискання або додати відчуття тяги, яке змінюється залежно від рухів користувача. Затискачі для сосків іноді продаються з ланцюжком, який їх з'єднує, щоб тягнути за них, спричиняючи розтягування. Крім того, затискачі для сосків можна кріпити до мотузок, ланцюгів або настінних кріплень.
Крутіння сосків викликає больові відчуття, які посилюються крутінням затискачів для сосків та втисканням сосків у груди. Існують спеціальні БДСМ-пристосування для цього. Вони виготовляються в різних стилях, але всі мають затискачі для сосків, які можна повернути.
Тортури сосків несуть ризики для здоров'я. Затискачі для сосків, розташовані неправильно, можуть спричинити порізи. Пов'язування сосків може їх пошкодити, а розрив шкіри сосків може спричинити рубці. Регулярна інтенсивна гра з сосками, яка спричиняє струпи та синці, може призвести до утворення внутрішньої рубцевої тканини та зменшення чутливості, що призведе до безповоротного пошкодження нервів та тканин. Під час вагітності соски можуть бути надто чутливими для затискачів, а стимуляція сосків може викликати вивільнення окситоцину, що викликає скорочення матки.

#### Блискавка
Прищіпки кріплять до грудей у великій кількості, щоб затиснути шкіру в багатьох місцях. Коли їх видаляють і кров повертається назад, виникає відчуття теплого болю. Прищіпки з'єднують за допомогою мотузки або дроту та потім повільно відсмикують, створюючи БДСМ-пристрій, відомий як блискавка. Крім того, на шкіру грудей можна застосувати затискачі для сосків, колесо Вартенберга або голки для гри з проколюванням.

### Вакуум

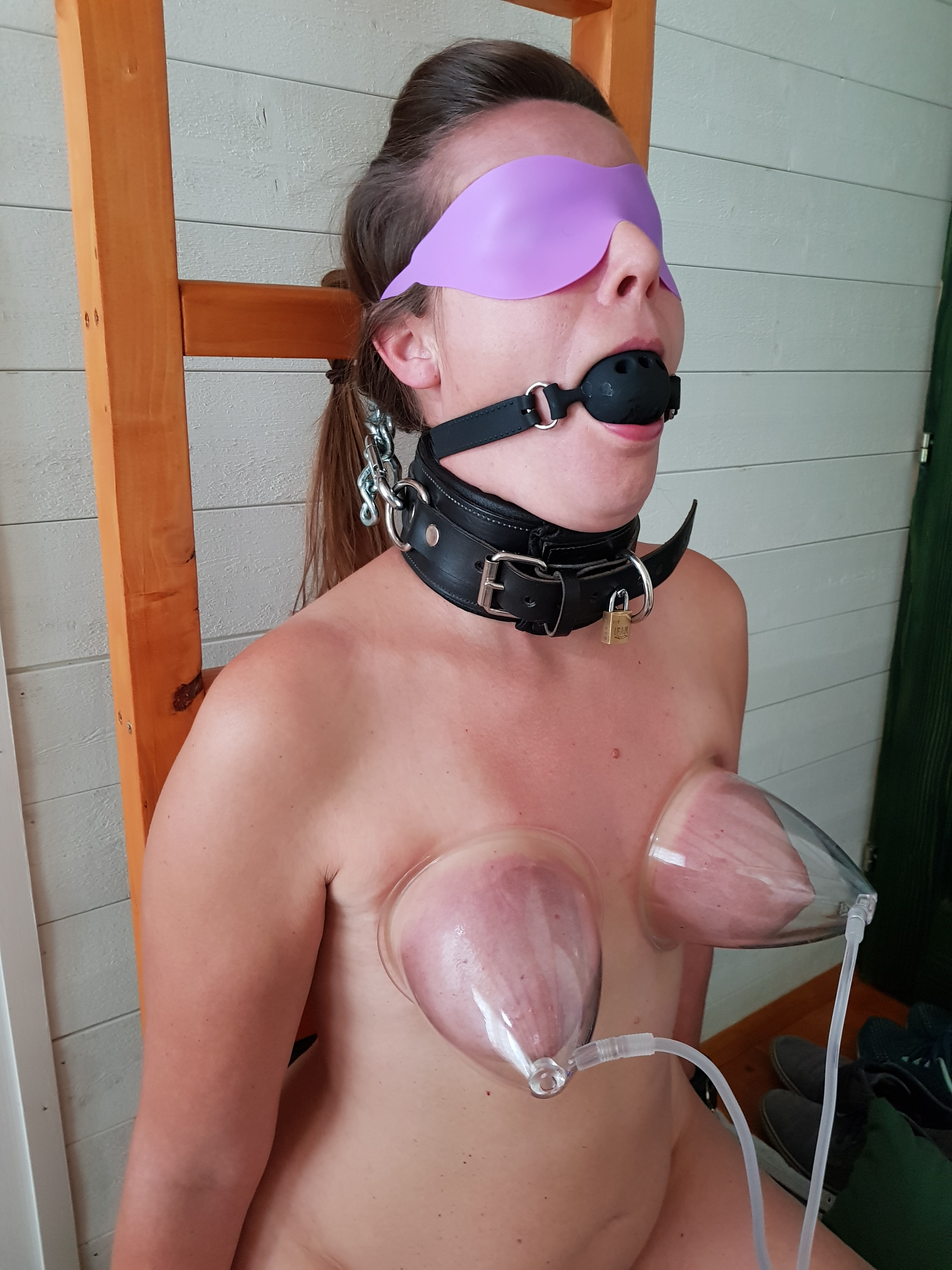
Тортури грудей вакуумним насосом

Насоси для сосків комерційного виробництва, також відомі як присоски для сосків, є невеликими циліндричними пристроями, які використовуються для досягнення повної ерекції сосків шляхом потягування за соски. Вони також посилюють кровообіг до сосків і забезпечують еротичну стимуляцію сосків. Можуть використовуватись для збільшення чутливости сосків для подальших тортур, а деякі моделі дозволяють збільшити рівень вакууму настільки, що сам пристрій можна використовувати для тортур сосків. Молоковідсмоктувачі використовують для еротичної лактації в рамках БДСМ-ігор. Вони можуть викликати лактацію без вагітності.
Інколи груди відсмоктують еротичними банками (чаші або дзвіночки відсмоктують шкіру за методом, схожим на терапію банками, яка використовується в альтернативній медицині). Відчуття може бути еротичним і приплив крові до шкіри може зробити ділянку більш чутливою після видалення банок. Більші банки створюють сильніше відсмоктування. Практика також може викликати біль і залишити синці.

### Пірсинг
Пірсинг сосків іноді використовують для тортур грудей. Кільце-прикрасу тягнуть під час БДСМ-ігор, кріплять до важких ланцюгів або шнурів для сосків (шматків тонкої мотузки чи важкого канатика), інший кінець кріплячи до гвинтів чи шурупів з петельним гаком або шківів, щоб забезпечити сильний натяг сосків. Навколо сосків без пірсингу можуть бути розміщені прикраси для сосків (котрі ще називають обманками), які затягуються для створення та підтримки ерекції сосків, а також для спричинення болю.

### Бондаж грудей

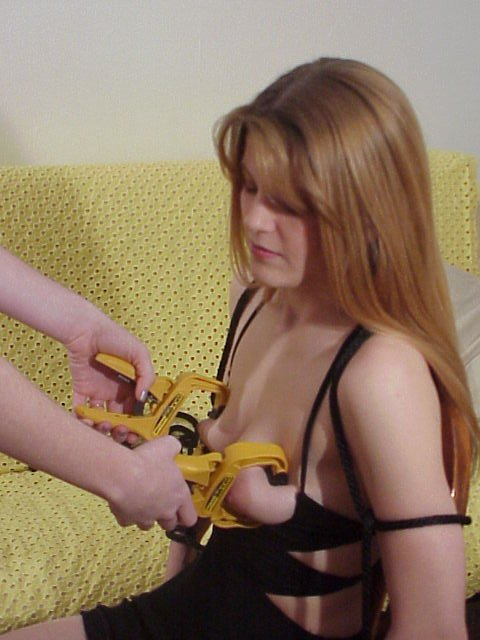
Стиснення грудей ручними затискачами

Висока концентрація нервових закінчень у грудях робить їх туге перев'язування болючим. Збільшення та утримування кровотоку в них підвищує їхню чутливість. 

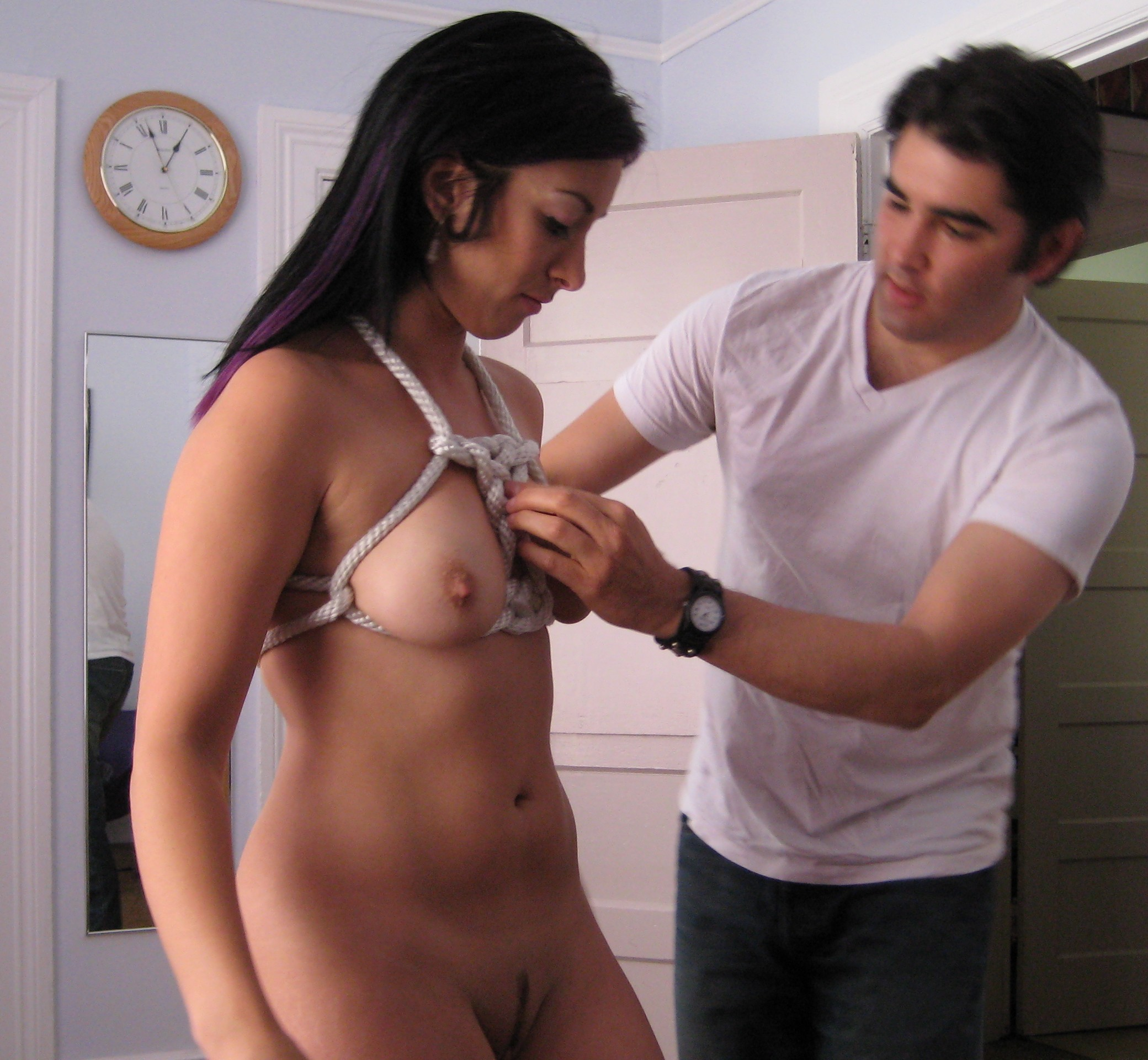
Створення шиндзю, яку можна використовувати для бондажу грудей

Техніка бондажу грудей використовується для стиснення, зв'язування, підйому або здавлення грудей, що робить їх більш чутливими та еротично стимулює, зосереджуючи увагу отримуючої партнерки на її підкореному стані та вразливості. Зв'язування грудей може використовуватися як демонстрація влади або як спосіб тортур і покарань. До технік входять зв'язування грудей мотузками, ланцюгами, дротом або бондажною стрічкою, або важкими гумками, накладеними навколо основи грудей. Туге зв'язування грудей часто фігурує на зображеннях БДСМ, зазвичай це зв'язування мотузкою, яку часто вважають такою, що походить від японського бондажу, хоча бондаж грудей відрізняється від більшості технік зв'язування тим, що він не призначений для обмеження рухливості. Методи бондажу грудей зазвичай піднімають і відокремлюють груди. Мотузку зазвичай прив'язують до основи кожної груді, або мотузки над і під грудьми зсовують їх разом. Ефект посилюється, якщо руки є зв'язаними за спиною. Іноді мотузка навпаки використовується для притиснення грудей до грудної клітки. Бондаж грудей зазвичай залишає соски та більшу частину грудей відкритими для інших ігор, таких як бичування та затискання.
Груди іноді стискають пресом для грудей. Цей пристрій складається з двох паралельних брусків, розділених і закріплених на обох кінцях сталевими гвинтами або регульованими шурупами. Бруски є трохи довшими за ширину тіла і зазвичай виготовлені з дерева. Велика кількість з цих пристроїв є саморобними. Груди поміщають між брусками, а тоді закручують гвинти або шурупи, щоб стиснути груди. Пристрій є найбільш ефективним на грудях великого розміру. Іноді внутрішню частину брусків вистилають наждачним папером або іншими неприємними поверхнями.
Мотузки для бондажу грудей, особливо якщо вони туго зав'язані, можуть пошкодити груди. Використання звичайної мотузки може призвести до опіків від мотузки (опіків від тертя). Мотузки для БДСМ зазвичай виготовляють з м'якої бавовни, яка прилягає до шкіри, щоб уникнути цього. Якщо мотузка менша 5 мм у діаметрі, вона може врізатися в шкіру. Бондаж грудей також загрожує припиненням кровообігу грудей, тому їх не можна зв'язувати надто туго чи на довгий період часу. Туго перев'язані груди можуть набухати і темніти, однак на фотографіях бондажу грудей іноді видно груди, які стали фіолетовими або синіми, що вказує на припинення кровообігу. Оніміння або відсутність чутливості в грудях також є показниками цього. Це шкідливо, тому необхідно швидко видалити мотузки ножицями. Також бондаж грудей може обмежувати приплив крові до рук або ніг, що призводить до пошкодження нервів, руйнування м'язів і, зрештою, до утворення тромбів. Бондаж грудей у японській культурі зазвичай практикують жінки до 30 років через те, що з віком здатність організму до відновлення знижується.

### Удари
Бичування грудей, як правило, невеликим батогом з дев'ятьма джгутами. Інші практики включають ляпаси, флагеляцію, побиття палицею. Використовувані інструменти варіюються від БДСМ-іграшок до предметів домашнього вжитку, таких як лопатки та дерев'яні ложки. Іноді як балістичне покарання в груди стріляють предметами.
Найпоширенішим негативним наслідком такого катування грудей є синці, але агресивне биття може призвести до червоних слідів, а сильний удар, який завдається до грудей, може призвести до розриву молочних залоз і лімфатичних вузлів, а також спричинити кісти молочних залоз.

### Гра з температурою та віск
Інколи до грудей застосовують гру з температурою. Наприклад, деякі типи гарячого воску можна капати на груди як частину гри з воском, у деяких випадках створюючи воскову форму соска та груди. Необхідна обережність, оскільки гра з воском може спричинити подразнення, печіння або утворення пухирів на шкірі, тобто опіки різного ступеня.